# Félix di Lussemburgo
Félix di Lussemburgo (nome completo in francese Félix Léopold Marie Guillaume; Lussemburgo, 3 giugno 1984) è un principe lussemburghese, secondogenito del granduca Enrico e di María Teresa Mestre e 4° in linea di successione al trono del Lussemburgo.

## Biografia
Figlio del granduca Enrico di Lussemburgo e di María Teresa Mestre, è nato il 3 giugno 1984 presso la "Maternité Grande-Duchesse Charlotte" nella capitale Lussemburgo. Ha tre fratelli, Guglielmo (1981), Luigi (1986) e Sebastiano (1992), ed una sorella, Alessandra (1991).
Gli è stato dato il nome di Felice di Borbone-Parma, suo bisnonno paterno. Il principe Jean del Lussemburgo, suo zio paterno, è suo padrino; sua madrina è Catalina Mestre.

### Educazione
Il principe ha seguito gli studi primari nell'istituto scolastico di Lorentzweiler, al liceo privato della Madonna di Lussemburgo, all'American School of Luxembourg ed infine al Collegio Alpino Beau Soleil in Svizzera, ottenendo il baccellierato. Nel 2003 è entrato nell'accademia militare di Sandhurst, in Gran Bretagna, per poi interrompere la carriera militare per via di un infortunio al ginocchio. Tra il 2002 e il 2003 si è interessato a materie come psicologia, scienze politiche e comunicazione, frequentando scuole in Belgio e Inghilterra.
Nel 2005 si è unito al dipartimento di marketing e pubbliche relazioni della società svizzera Grand Chelem Management SA, specializzata in eventi culturali e sportivi. Inoltre si è iscritto al Pontificio Ateneo Regina Apostolorum a Roma per la Licenza Docendi in Bioetica. Si è laureato nel 2009.
Parla correttamente il lussemburghese, il francese, l'inglese, il tedesco e l'italiano.

### Fidanzamento e matrimonio
Il 13 dicembre 2012 la casa reale ha annunciato il fidanzamento del principe con la tedesca Claire Margareta Lademacher. Il matrimonio civile si è svolto il 17 settembre 2013 a Königstein im Taunus e la cerimonia religiosa il 21 settembre nella basilica di Maria Maddalena a Saint-Maximin-la-Sainte-Baume.

#### Discendenza
La coppia ha tre figli:
- Principessa Amalia Gabriela Maria Teresa di Nassau (Lussemburgo, 15 giugno 2014)[5]
- Principe Liam Henri Harmut di Nassau (Ginevra, 28 novembre 2016)[6]
- Principe Balthazar Felix Karl di Nassau (Lussemburgo, 7 gennaio 2024)

## Ascendenza
|                                |                                     |                                       | Genitori                               |  |  | Nonni |  |  | Bisnonni                |  |  | Trisnonni          |  |
|                                |                                     |                                       |                                        |  |  |       |  |  | Felice di Borbone-Parma |  |  | Roberto I di Parma |  |
|                                |                                     |                                       |                                        |  |  |       |  |  | Felice di Borbone-Parma |  |  | Roberto I di Parma |  |
|                                |                                     | Maria Antonia di Braganza             |                                        |  |  |       |  |  | Felice di Borbone-Parma |  |  |                    |  |
| Giovanni di Lussemburgo        |                                     |                                       |                                        |  |  |       |  |  | Felice di Borbone-Parma |  |  |                    |  |
|                                |                                     | Carlotta di Lussemburgo               | Guglielmo IV di Lussemburgo            |  |  |       |  |  |                         |  |  |                    |  |
|                                |                                     | Carlotta di Lussemburgo               | Guglielmo IV di Lussemburgo            |  |  |       |  |  |                         |  |  |                    |  |
|                                |                                     | Carlotta di Lussemburgo               | Maria Anna di Braganza                 |  |  |       |  |  |                         |  |  |                    |  |
| Enrico di Lussemburgo          |                                     | Carlotta di Lussemburgo               |                                        |  |  |       |  |  |                         |  |  |                    |  |
|                                |                                     | Leopoldo III dei Belgi                | Alberto I del Belgio                   |  |  |       |  |  |                         |  |  |                    |  |
|                                |                                     | Leopoldo III dei Belgi                | Alberto I del Belgio                   |  |  |       |  |  |                         |  |  |                    |  |
|                                |                                     | Leopoldo III dei Belgi                | Elisabetta di Baviera                  |  |  |       |  |  |                         |  |  |                    |  |
| Giuseppina Carlotta del Belgio |                                     | Leopoldo III dei Belgi                |                                        |  |  |       |  |  |                         |  |  |                    |  |
|                                |                                     | Astrid di Svezia                      | Carlo di Svezia                        |  |  |       |  |  |                         |  |  |                    |  |
|                                |                                     | Astrid di Svezia                      | Carlo di Svezia                        |  |  |       |  |  |                         |  |  |                    |  |
|                                |                                     | Astrid di Svezia                      | Ingeborg di Danimarca                  |  |  |       |  |  |                         |  |  |                    |  |
| Félix di Lussemburgo           |                                     | Astrid di Svezia                      |                                        |  |  |       |  |  |                         |  |  |                    |  |
|                                | José Antonio Mestre y Ramos-Almeyda | Francisco Mestre y Fernández-Criado   |                                        |  |  |       |  |  |                         |  |  |                    |  |
|                                | José Antonio Mestre y Ramos-Almeyda | Francisco Mestre y Fernández-Criado   |                                        |  |  |       |  |  |                         |  |  |                    |  |
|                                | José Antonio Mestre y Ramos-Almeyda | Matilde Ramos-Almeyda y Gómez         |                                        |  |  |       |  |  |                         |  |  |                    |  |
| José Antonio Mestre y Álvarez  | José Antonio Mestre y Ramos-Almeyda |                                       |                                        |  |  |       |  |  |                         |  |  |                    |  |
|                                |                                     | María Narcisa Álvarez y Tabío         | Lucas Álvarez y Cerice                 |  |  |       |  |  |                         |  |  |                    |  |
|                                |                                     | María Narcisa Álvarez y Tabío         | Lucas Álvarez y Cerice                 |  |  |       |  |  |                         |  |  |                    |  |
|                                |                                     | María Narcisa Álvarez y Tabío         | Narcisa Tabío y de la Lanza            |  |  |       |  |  |                         |  |  |                    |  |
| María Teresa Mestre y Batista  |                                     | María Narcisa Álvarez y Tabío         |                                        |  |  |       |  |  |                         |  |  |                    |  |
|                                |                                     | Agustín Batista y González de Mendoza | Melchor Batista y de Varona            |  |  |       |  |  |                         |  |  |                    |  |
|                                |                                     | Agustín Batista y González de Mendoza | Melchor Batista y de Varona            |  |  |       |  |  |                         |  |  |                    |  |
|                                |                                     | Agustín Batista y González de Mendoza | Julia González de Mendoza y de Pedroso |  |  |       |  |  |                         |  |  |                    |  |
| María Teresa Batista y Falla   |                                     | Agustín Batista y González de Mendoza |                                        |  |  |       |  |  |                         |  |  |                    |  |
|                                |                                     | María Teresa Falla y Bonet            | Laureano Falla y Gutiérrez             |  |  |       |  |  |                         |  |  |                    |  |
|                                |                                     | María Teresa Falla y Bonet            | Laureano Falla y Gutiérrez             |  |  |       |  |  |                         |  |  |                    |  |
|                                |                                     | María Teresa Falla y Bonet            | María Dolores Bonet y Mora             |  |  |       |  |  |                         |  |  |                    |  |
|                                |                                     | María Teresa Falla y Bonet            |                                        |  |  |       |  |  |                         |  |  |                    |  |